# تاتار تپه پائین
تاتار تپه پائین مربوط به هزاره۲ و ۱ قبل از میلاد است و در بجنورد، ۲۸ کیلومتری غرب شهر واقع شده و این اثر در تاریخ ۲۳ فروردین ۱۳۴۶ با شمارهٔ ثبت ۷۱۰ به‌عنوان یکی از آثار ملی ایران به ثبت رسیده است.